# Сіалеєвсько-П'ятинське сільське поселення
Сіале́євсько-П'я́тинське сільське поселення (рос. Сиалеевско-Пятинское сельское поселение) — муніципальне утворення у складі Інсарського району Мордовії, Росія. Адміністративний центр — село Сіалеєвська П'ятина.

## Історія
Станом на 2002 рік існували Нижньов'язерська сільська рада (село Нижня В'язера, присілки Васина Поляна, Тумола), Сіалеєвсько-П'ятинська сільська рада (села Кашаєво, Сіалеєвська П'ятина, присілок Потуловка), Шадимо-Рискінська сільська рада (село Шадимо-Рискіно) та Язиково-П'ятинська сільська рада (село Язикова П'ятина, присілок Семеновка).
2007 року був ліквідований присілок Тумола.
24 квітня 2019 року до складу сільського поселення були включені ліквідовані Нижньов'язерське сільське поселення (село Нижня В'язера, присілок Васина Поляна), Шадимо-Рискінське сільське поселення (село Шадимо-Рискіно) та Язиково-П'ятинське сільське поселення (село Язикова П'ятина, присілок Семеновка).

## Населення
Населення — 1148 осіб (2019, 1479 у 2010, 1864 у 2002).

## Склад
До складу поселення входять такі населені пункти:
| Населений пункт           | Населення, осіб (2002) | Населення, осіб (2010) |
| ------------------------- | ---------------------- | ---------------------- |
| Васина Поляна, присілок   | 61                     | 46                     |
| Кашаєво, село             | 92                     | 72                     |
| Нижня В'язера, село       | 304                    | 259                    |
| Потуловка, присілок       | 11                     | 4                      |
| Семеновка, присілок       | 75                     | 40                     |
| Сіалеєвська П'ятина, село | 517                    | 465                    |
| Тумола, присілок          | 2                      | -                      |
| Шадимо-Рискіно, село      | 512                    | 312                    |
| Язикова П'ятина, село     | 290                    | 281                    |